# Kozi Grzbiet (Góry Sowie)
Kozi Grzbiet (niem. Ziegenrücken) – grzbiet (540–580 m n.p.m.) w południowo-zachodniej Polsce, w Sudetach Środkowych, w paśmie Wzgórz Wyrębińskich.
Grzbiet stanowiący ramię szczytu Gontowa, zbudowany z utworów czerwonego spągowca, porośnięty lasem mieszanym.

## Turystyka
Przez grzbiet prowadzi szlak turystyczny:
- zielony – Świerki Dolne - Sokolec - Wielka Sowa.